# Adair County (Oklahoma)
Adair County ist ein County im US-Bundesstaat Oklahoma. Das U.S. Census Bureau hat bei der Volkszählung 2020 eine Einwohnerzahl von 19.495 ermittelt. Es wurde nach der Indianerfamilie Adair des Cherokee-Stammes benannt. Der Verwaltungssitz (County Seat) ist Stilwell, das nach Arthur E. Stilwell benannt wurde, einem Pionier der US-amerikanischen Eisenbahn.

## Geographie
Das County liegt im Osten von Oklahoma, grenzt an Arkansas und hat eine Fläche von 1494 Quadratkilometern, wovon 4 Quadratkilometer Wasserfläche sind. Es grenzt an folgende Countys: 
|                 | Delaware County | Benton County (Arkansas)     |
| Cherokee County |                 | Washington County (Arkansas) |
|                 | Sequoyah County | Crawford County (Arkansas)   |

## Geschichte
Das Adair County wurde am 16. Juli 1907 als Original-County aus ehemaligen Cherokee-Land gebildet. Benannt wurde es nach der Adair-Familie der Cherokees. Nähe Westville existiert heute noch die 1836 von den Trail of Tears Cherokee erbaute Old Baptist Missionary Church. Nähe Watts wurde 1838 der Militärposten Fort Wayne erbaut, der zwischenzeitlich verlassen wurde, aber 1862 im Amerikanischen Bürgerkrieg eine wichtige Rolle spielte.
Sieben Bauwerke und Stätten des Countys sind im National Register of Historic Places eingetragen (Stand 20. Mai 2018).

## Demografische Daten

Alterspyramide des Adair County (2000)

Nach der Volkszählung im Jahr 2000 lebten im Adair County 21.038 Menschen in 7.471 Haushalten und 5.565 Familien. Die Bevölkerungsdichte betrug 14 Einwohner pro Quadratkilometer. Ethnisch betrachtet setzte sich die Bevölkerung zusammen aus 48,52 Prozent Weißen, 0,18 Prozent Afroamerikanern, 42,49 Prozent amerikanischen Ureinwohnern, 0,10 Prozent Asiaten, 0,02 Prozent Bewohnern aus dem pazifischen Inselraum und 1,25 % stammten aus anderen ethnischen Gruppen und 7,45 Prozent stammten von zwei oder mehr Ethnien ab. 3,12 Prozent der Bevölkerung waren spanischer oder lateinamerikanischer Abstammung, die verschiedenen der genannten Gruppen angehörten.
Von den 7.471 Haushalten hatten 37,3 Prozent Kinder unter 18 Jahre, die im Haushalt lebten. 57,1 Prozent waren verheiratete, zusammenlebende Paare, 12,9 Prozent waren allein erziehende Mütter. 25,5 Prozent waren keine Familien, 22,8 Prozent waren Singlehaushalte und in 9,8 Prozent der Haushalte lebten Menschen im Alter von 65 Jahren oder darüber. Die durchschnittliche Haushaltsgröße lag bei 2,76 und die durchschnittliche Familiengröße bei 3,25 Personen.
30,3 Prozent der Bevölkerung waren unter 18 Jahre alt, 8,9 Prozent zwischen 18 und 24, 27,2 Prozent zwischen 25 und 44, 21,6 Prozent zwischen 45 und 64 und 12,0 Prozent waren 65 Jahre oder älter. Das Durchschnittsalter betrug 33 Jahre. Auf 100 weibliche kamen statistisch 97,2 männliche Personen. Auf 100 Frauen im Alter von 18 Jahren oder darüber kamen 94,4 Männer.

Das jährliche Durchschnittseinkommen eines Haushalts betrug 24.881 USD und das durchschnittliche Einkommen einer Familie betrug 29.525 USD. Männer hatten ein durchschnittliches Einkommen von 23.741 USD gegenüber den Frauen mit 19.720 USD. Das Prokopfeinkommen betrug 11.185 USD. 19,4 Prozent der Familien und 23,2 Prozent der Bevölkerung lebten unterhalb der Armutsgrenze.

## Städte und Gemeinden
Towns
- Stilwell
- Watts
- Westville

Census-designated places (CDP)
| - Bell - Cherry Tree - Chewey - Christie - Fairfield | - Greasy - Lyons Switch - Maryetta - Peavine - Rocky Mountain | - Salem (ehem.) - Watts Community - West Peavine - Zion |

Unincorporated Communitys
- Baron
- Bunch